# ATP Finals de 2020
O ATP Finals de 2020 foi um torneio de tênis masculino disputado em quadras duras cobertas na cidade de Londres, no Reino Unido. Esta foi a 51ª edição de simples e 46ª de duplas.

## Grupos

### Simples
A edição de 2020 do torneio de final de temporada contou com dois jogadores número 1 do mundo, além de três campeões e dois vice-campeões de torneios do Grand Slam. Os competidores foram divididos em dois grupos.
| Grupo Tóquio 1970     |
| --------------------- |
| Novak Djokovic [1]    |
| Daniil Medvedev [4]   |
| Alexander Zverev [5]  |
| Diego Schwartzman [8] |

| Grupo Londres 2020     |
| ---------------------- |
| Rafael Nadal [2]       |
| Dominic Thiem [3]      |
| Stefanos Tsitsipas [6] |
| Andrey Rublev [7]      |

### Duplas
A edição de 2020 do torneio de final de temporada contou com três jogadores número 1 do mundo, além de doze campeões e quatro vice-campeões de torneios do Grand Slam. Os competidores foram divididos em dois grupos.
| Grupo Bob Bryan                              |
| -------------------------------------------- |
| Mate Pavić [1] Bruno Soares [1]              |
| Marcel Granollers [4] Horacio Zeballos [4]   |
| John Peers [6] Michael Venus [6]             |
| Jürgen Melzer [7] Édouard Roger-Vasselin [7] |

| Grupo Mike Bryan                     |
| ------------------------------------ |
| Rajeev Ram [2] Joe Salisbury [2]     |
| Kevin Krawietz [3] Andreas Mies [3]  |
| Wesley Koolhof [5] Nikola Mektić [5] |
| Łukasz Kubot [8] Marcelo Melo [8]    |

## Finais
| Categoria | Campeã(s)                    | Vice-campeã(s)                       | Resultado        | Chave(s)  |           |
| --------- | ---------------------------- | ------------------------------------ | ---------------- | --------- | --------- |
| Simples   | Daniil Medvedev              | Dominic Thiem                        | 4–6, 7–62, 6–4   | principal |           |
| Duplas    | Wesley Koolhof Nikola Mektić | Jürgen Melzer Édouard Roger-Vasselin | 6–2, 3–6, [10–5] | principal | principal |